# ホランド・ビレッジ

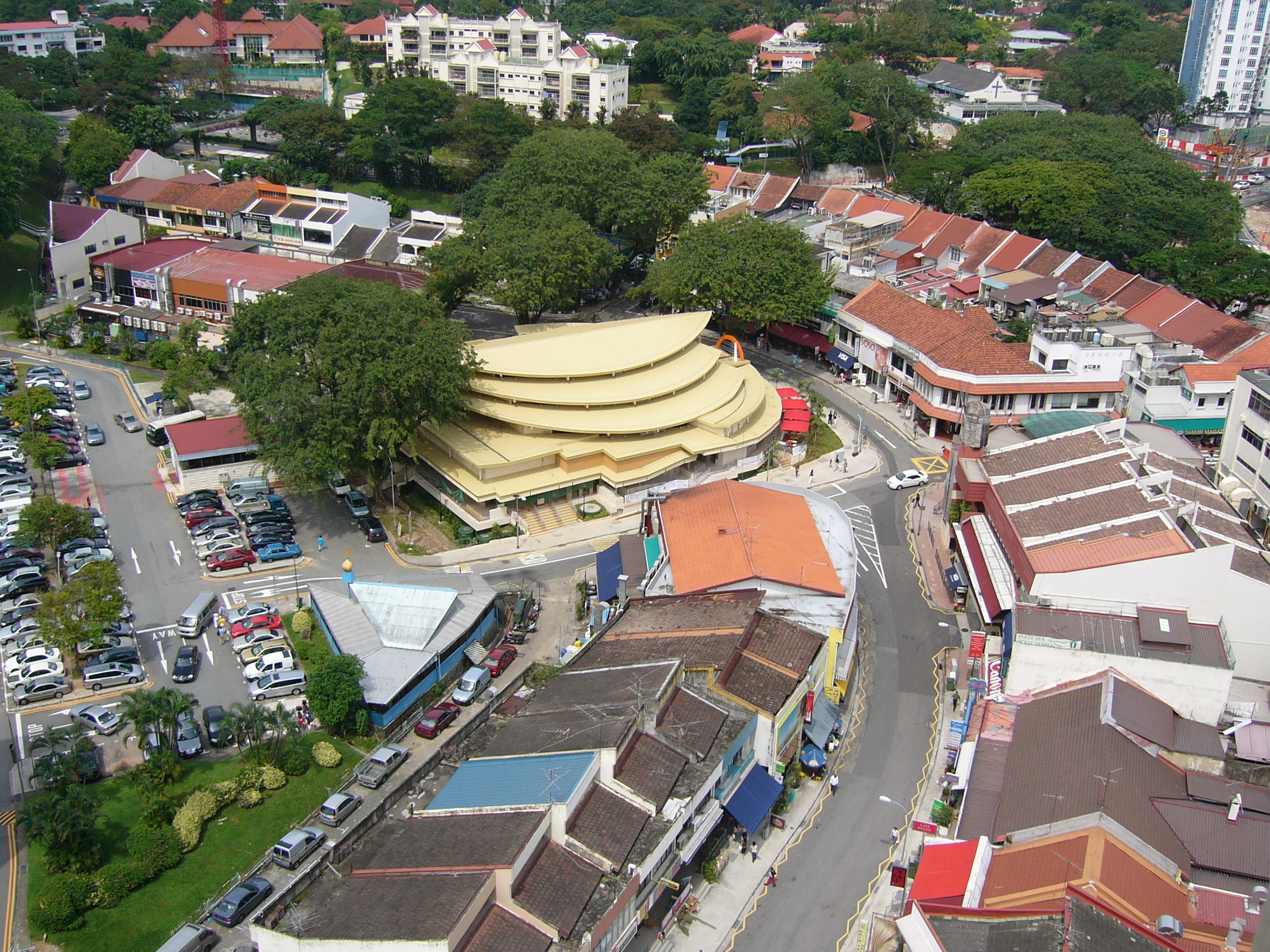
ホランド・ビレッジ

ホランド・ビレッジ（英語: Holland Village、中国語: 荷蘭村）はシンガポールの繁華街オーチャード・ロードの西側、MRTサークル線のホランド・ビレッジ駅のそばにあるエリアである。日本語ではオランダ村とも訳す。
オーチャード・ロードのようなショッピングセンターと違い、西洋人がたくさん住んでいるエリアとして、野外のカフェやレストランがある。ホランド・ロードというメイン通りに沿い、ドラッグ・ストア、化粧品店、雑貨店、子供服店、アクセサリー店が並んでいる。